# Uchuu no Stellvia
Stellvia (宇宙のステルヴィア) é uma série de anime de 26 episódios, que conta a história de Katase Shima, que vai estudar na base espacial Stellvia, a mais próxima da Terra.

## História
O desenho se passa 189 anos depois da onda de calor e som proveniente explosão de uma supernova, Hydrus Beta, ter atingido a Terra e causado muitos desastres, dizimando boa parte de sua população, e tornando a atmosfera terrestre verde. O desastre, entretanto, fez com que todas as guerras parassem e o mundo inteiro se unisse para barrar a segunda onda de choque da mesma explosão — que viria com os restos físicos da estrela explodida, e destruiria a Terra.

## Personagem
Shima KataseResolve ir estudar pilotagem no espaço, para ver como o céu verdadeiramente é, para estar perto do céu. Ela se mostra uma ótima aluna em programação — e, por isso, ia bem em todas as simulações — mas tem muita dificuldade em pilotar sua nave. Por causa disso ela recebe o apelido de Shippon — que é algo semelhante ao som que a nave faz ao perder o controle. Também pode-se dizer como "Shima" + "Pon Pon".